# Кюттольсайм
Кюттольсайм (фр. Kuttolsheim) — коммуна на северо-востоке Франции в регионе Гранд-Эст (бывший Эльзас — Шампань — Арденны — Лотарингия), департамент Нижний Рейн, округ Саверн, кантон Буксвиллер. До марта 2015 года коммуна административно входила в состав упразднённого кантона Трюштерсайм (округ Страсбур-Кампань).
Площадь коммуны — 4,59 км², население — 650 человек (2006) с тенденцией к росту: 658 человек (2013), плотность населения — 143,4 чел/км².

## Население
Население коммуны в 2011 году составляло 656 человек, в 2012 году — 669 человек, а в 2013-м — 658 человек.
| 1962 | 1968 | 1975 | 1982 | 1990 | 1999 | 2006 | 2008 | 2011 | 2012 | 2013 |
| ---- | ---- | ---- | ---- | ---- | ---- | ---- | ---- | ---- | ---- | ---- |
| 436  | 413  | 452  | 479  | 599  | 631  | 650  | 651  | 656  | 669  | 658  |

Динамика населения:

## Экономика
В 2010 году из 437 человек трудоспособного возраста (от 15 до 64 лет) 353 были экономически активными, 84 — неактивными (показатель активности 80,8 %, в 1999 году — 74,4 %). Из 353 активных трудоспособных жителей работали 339 человек (166 мужчин и 173 женщины), 14 числились безработными (10 мужчин и 4 женщины). Среди 84 трудоспособных неактивных граждан 33 были учениками либо студентами, 40 — пенсионерами, а ещё 11 — были неактивны в силу других причин.

## Достопримечательности (фотогалерея)
- Церковь святого Якоба
- Интерьер, вид в сторону алтаря
- Интерьер, вид в сторону органа
- Хоры готической часовни святой Барбары
- Сельская школа
- Мельничная улица